# Herbie groß in Fahrt

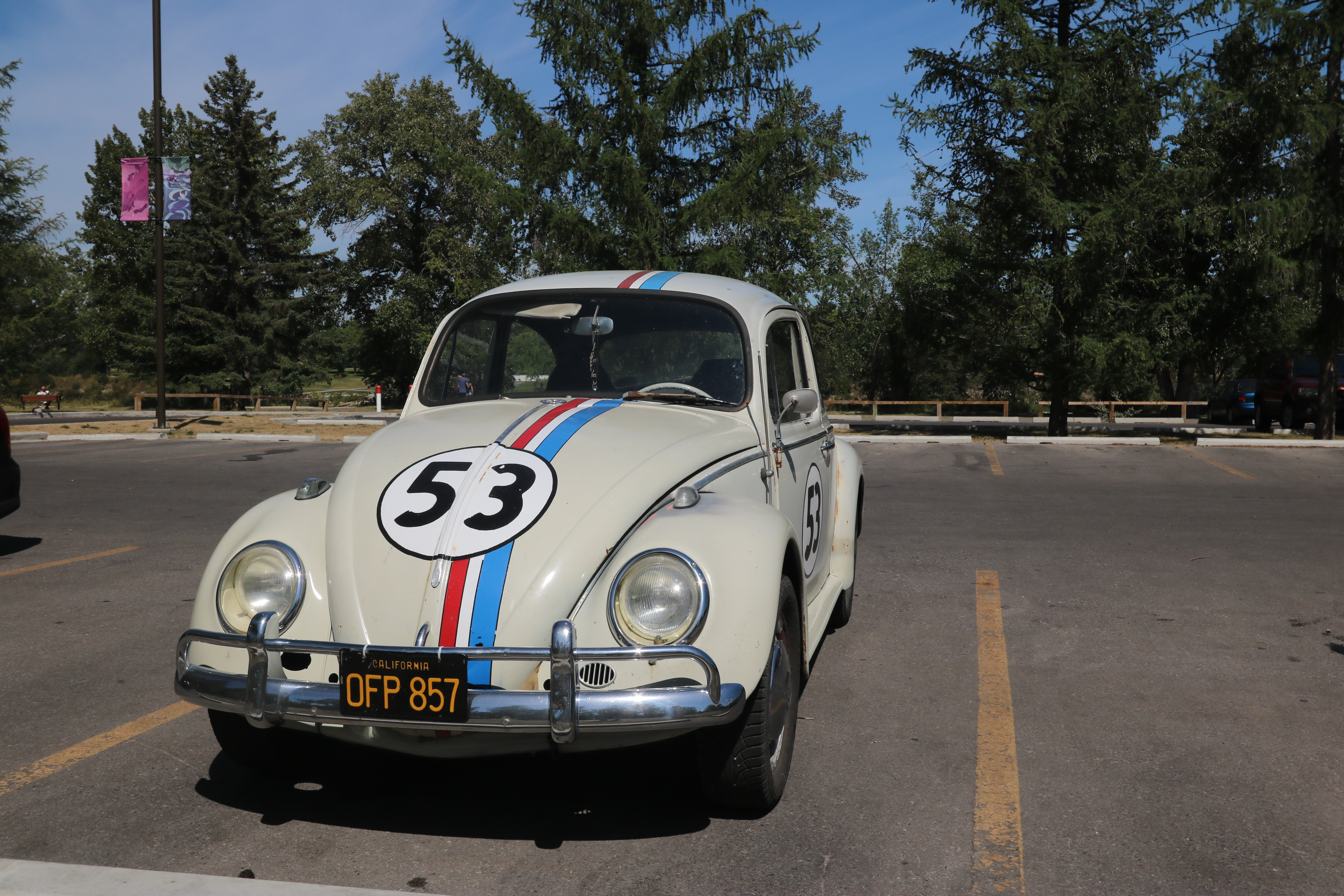
Herbie

Herbie groß in Fahrt (Originaltitel: Herbie Rides Again) ist eine US-amerikanische Filmkomödie des Regisseurs Robert Stevenson aus dem Jahr 1974. Der Film ist die Fortsetzung des Disney-Erfolgs Ein toller Käfer (1968) mit dem VW Käfer Herbie als Titelfigur. Die Deutschlandpremiere war am 11. Oktober 1974.

## Handlung
Der Immobilienmakler Alonzo Hawk will einen Gebäudezug einreißen lassen, um darauf einen riesigen Wolkenkratzer zu bauen. Das einzige Hindernis bildet das alte Spritzenhaus, in dem Großmutter Steinmetz mit Nicole lebt, die früher in einem der abgebrochenen Häuser wohnte. Die beiden Frauen haben drei besondere Gegenstände: eine Musikbox, die die Musik selber aussucht, eine alte Straßenbahn namens „die alte Nummer 22“ sowie „Herbie“, ein ganz besonderer VW Käfer. Großmutter Steinmetz ist die Tante von Tennessee Steinmetz, dem damaligen Partner von Jim Douglas, dem Vorbesitzer des kleinen Käfers.
Hawk hat schon einiges versucht, um in den Besitz des Grundstücks zu kommen, doch bisher hat kein Trick gewirkt. Nun schickt er seinen Neffen Willoughby los, um die beiden Frauen aus dem Haus zu bekommen. Doch als er Großmutter Steinmetz und besonders Nicole kennenlernt, die ihm von den früheren Taten seines Onkels erzählt, wechselt er die Fronten. 
Hawk will Herbie entführen lassen, um Großmutter Steinmetz zu treffen. Doch auf der Fahrt zum Markt, bei dem Hawks Handlanger zuschlagen wollen, entkommt Herbie seinen Verfolgern, indem er die Stahlseile der Golden Gate Bridge hochfährt. In der Zwischenzeit hat sich Willoughby verkleidet, um ungesehen nach Hause zu kommen. Doch Nicole lässt sich nicht täuschen und überzeugt ihn, zu bleiben. Herbie ergreift die Initiative und fährt die beiden zu einem romantischen Platz, damit sie dort reden können.
Als sie zurückkommen, finden sie das Spritzenhaus leergeräumt vor. Die Spuren führen Willoughby, Großmutter Steinmetz, Nicole und Herbie zu einem Lagerhaus. Mit Hilfe von Herbie, der die Wachen beschäftigt, können alle Dinge wieder zurückgeschafft werden. Mit der Straßenbahn werden die gestohlenen Möbel von Großmutter Steinmetz nach Hause gefahren, wobei sie Mr. Judson, einen Betrunkenen, der die Nummer 22 für eine reguläre Straßenbahn hält, mitnimmt und später absetzt. Als der Waggon außer Kontrolle gerät, greifen Herbie und Willoughy helfend ein.
Hawk ist am Ende seines Lateins und heuert den Mann fürs Grobe, Mr. Loostgarten, an. Willoughby bekommt das mit, ruft Loostgarten an und schickt ihn zu einem anderen Haus, das er demolieren soll. Dabei imitiert er die Stimme seines Onkels. Doch Loostgarten ruft bei Hawk, der Alpträume wegen Herbie hat, zurück. In dem aktuellen Alptraum wird Hawk auf einen Wolkenkratzer gejagt. Um ihn herum schwirren fliegende Herbies herum. Loostgartens Anruf weckt Hawk aus seinem Alptraum, der ihn fragt, ob er das Haus, vor dem er gerade steht, wirklich zerstören soll. Hawk befiehlt ihm anzufangen. Was Hawk erst ein paar Sekunden später weiß (als eine Abrissbirne durch die Schlafzimmerwand kracht), ist, dass Loostgarten vor seinem Haus steht. Hawk kann ihn aufhalten und bittet dann Großmutter Steinmetz um Waffenstillstand.
Während Willoughby und Nicole ausgehen, spricht Großmutter Steinmetz mit Mr. Judson, dem betrunkenen Fahrgast. Gleichzeitig bricht Hawk die Waffenruhe und droht, das Haus mit Planierraupen einzureißen. Judson kann zwei der Fahrer ausknocken, auch Herbie greift ein und kann Hawks Männer in Panik versetzen. Schließlich kommen aus allen Himmelsrichtungen VW Käfer angefahren, die Hawks Plan zunichtemachen. Hawk wird auf seiner Flucht verhaftet, weil den Polizisten die Geschichte von verfolgenden Käfern doch sehr komisch vorkommt. Nicole und Willoughby heiraten. Die Hochzeit wird im Spritzenhaus gefeiert. Zum Schluss fährt das frisch getraute Ehepaar mit Herbie durch ein Spalier, das von anderen VW Käfern gebildet wird.

## Hintergrund
Der Filmeditor Cotton Warburton konnte schon 1965 einen Oscar gewinnen, Filmarchitekt Walter H. Tyler bereits 1951, Spezial-Effekte-Techniker Art Cruickshank erst 1967, seine Kollegen Danny Lee und Alan Maley 1972. Lees und Maleys Kollege Eustace Lycett, der mit ihm 1972 zusammen geehrt wurde, gewann 1965 seinen ersten Oscar.
Keenan Wynn hatte Alonzo P. Hawk zuvor schon zwei Mal dargestellt, und zwar in Der fliegende Pauker (1961) und dessen Fortsetzung Der Pauker kann’s nicht lassen, beide ebenfalls inszeniert von Robert Stevenson.
Der Film war kein Kassenerfolg. Bei einem Budget von über 38 Millionen US-Dollar spielte er in den USA 17,5 Millionen US-Dollar ein.

## Kritiken
„Naive, aber nette Familienunterhaltung mit einigen turbulenten Gags“, befand das Lexikon des internationalen Films. Für das Lexikon des Fantasy-Films war Herbie groß in Fahrt „[p]assabel“ und eine „ganz nach einschlägigen Disney-Formeln aufbereitete Fortsetzung von Ein toller Käfer“. Im Bezug auf Disneys Konzept heißt es des Weiteren: „Wie immer sorgt der Slapstick auch bei älteren Zuschauern für ein, zwei Lacher, wie immer erweist sich der Bösewicht als böser Wicht, wie immer ist die Oma sehr patent, und wie immer marschieren der naive Held und seine streitbare Freundin am Ende in den Ehehimmel.“
Das Lexikon „Filme im Fernsehen“ schrieb: „[…] Herbie beweist, daß ein VW-Käfer, Baujahr ’62, ein guter Mensch ist; und weil er aus der Disney-Werkstatt kommt, demonstriert er auch seine Qualitäten als Sorgenbrecher der Saison ’73.“ (Wertung: zwei von vier möglichen Sternen = durchschnittlich)
Die Filmbewertungsstelle Wiesbaden verlieh der Produktion das Prädikat „wertvoll“.

## Auszeichnungen
Bei der Verleihung der Golden Globe Awards 1975 war Helen Hayes in der Kategorie Beste Hauptdarstellerin – Komödie oder Musical nominiert.

## Synchronisation
| Rolle                | Darsteller      | Synchronsprecher |
| -------------------- | --------------- | ---------------- |
| Großmutter Steinmetz | Helen Hayes     | Tina Eilers      |
| Willoughby Whitfield | Ken Berry       | Norbert Langer   |
| Nicole Harris        | Stefanie Powers | Evelyn Gressmann |
| Mr. Judson           | John McIntire   | Martin Hirthe    |
| Alonzo P. Hawk       | Keenan Wynn     | Fritz Tillmann   |
| Arzt                 | Liam Dunn       | Herbert Weißbach |